# ادواردو اورتادو
ادواردو اورتادو (اسپانیایی: Eduardo Hurtado‎؛ زادهٔ ۲ دسامبر ۱۹۶۹) یک بازیکن فوتبال اهل اکوادور است.

## باشگاهی
از باشگاه‌هایی که در آن بازی کرده‌است می‌توان به نیوانگلند رولوشن، باشگاه فوتبال ال‌دی‌یو کیتو، باشگاه فوتبال هیبرنین، آرژانتینوس جونیورز، باشگاه فوتبال نیویورک رد بولز، باشگاه فوتبال لس‌آنجلس گلکسی و کولو-کولو اشاره کرد.

## تیم ملی
وی همچنین در تیم ملی فوتبال اکوادور بازی کرده است.